# Fürstenfeld
Fürstenfeld è un comune austriaco di 8 655 abitanti nel distretto di Hartberg-Fürstenfeld, in Stiria; ha lo status di città (Stadt). Fino al 2012 è stato il capoluogo del distretto di Fürstenfeld, poi accorpato a quello di Hartberg; il 1º gennaio 2015 ha inglobato i comuni soppressi di Altenmarkt bei Fürstenfeld e Übersbach.